# بخش بزمان
بخش بزمان یکی از بخش‌های شهرستان ایرانشهر در استان سیستان و بلوچستان ایران است.

## تقسیمات کشوری

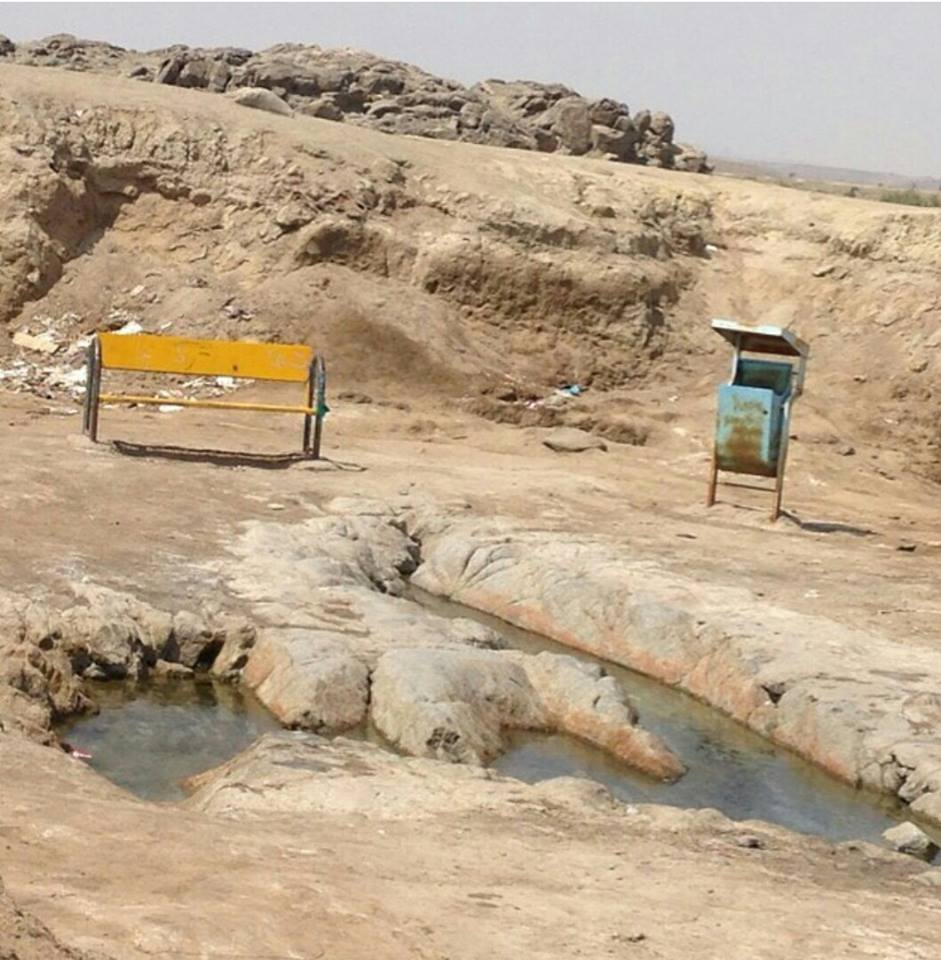
آبگرم بزمان

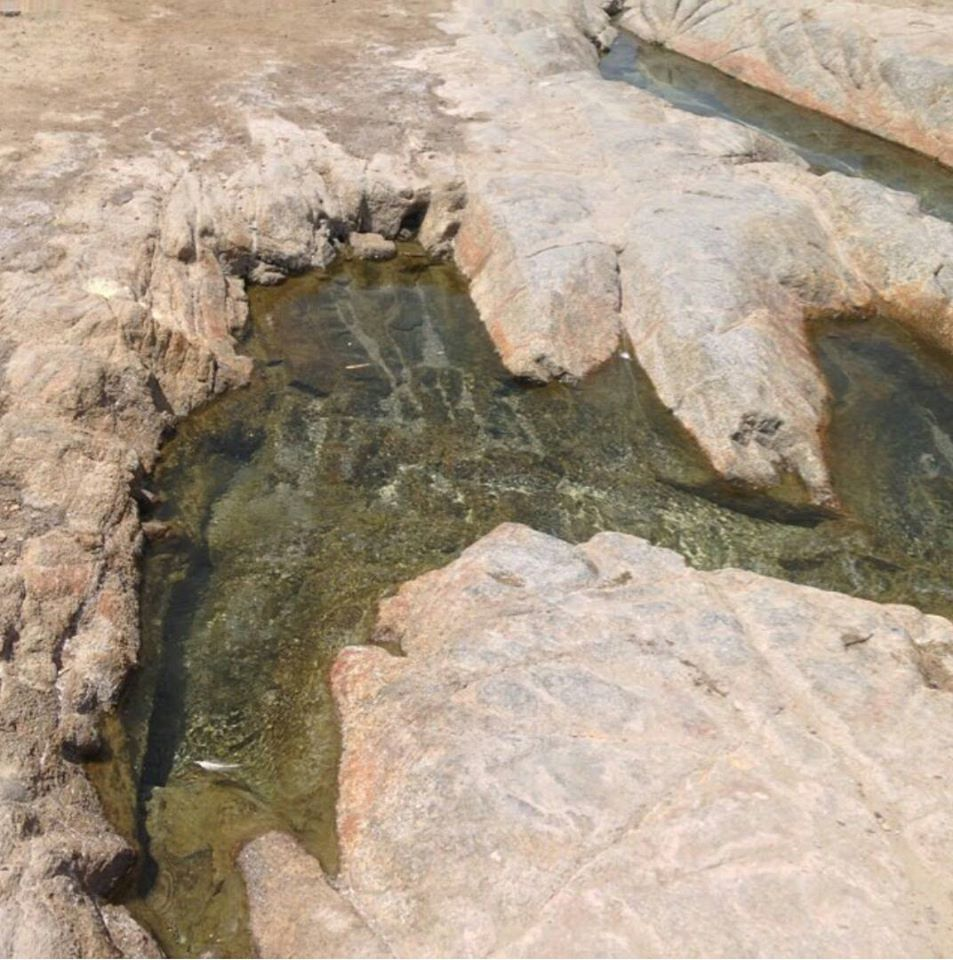
نگاره ای از آبگرم بزمان

- بخش بزمان
  - دهستان بزمان
  - دهستان آب رئیس

## جمعیت
بنابر سرشماری مرکز آمار ایران، جمعیت بخش بزمان شهرستان ایران شهر در سال ۱۳۸۵ برابر با ۱۳۶۳۰ نفر و در سال ۱۳۹۵ برابر با ۱۱۸۲۷ نفر بوده است.